# Vierteljahrschrift für Sozial- und Wirtschaftsgeschichte
Die Vierteljahrschrift für Sozial- und Wirtschaftsgeschichte (VSWG) ist eine deutsche wissenschaftliche Fachzeitschrift auf dem Gebiet der Sozial- und Wirtschaftsgeschichte.

## Geschichte
Sie wurde 1903 von Stephan Bauer, Georg von Below und Ludo Moritz Hartmann gegründet. Bauer und Hartmann hatten bereits von 1893 bis 1900 die Zeitschrift für Social- und Wirthschaftsgeschichte herausgegeben, als deren Nachfolgerin die Vierteljahrschrift bezeichnet werden kann. Die VSWG ist die älteste heute noch erscheinende Zeitschrift dieser Wissenschaftsrichtung; seit 1923 erscheint zudem die Reihe der Beihefte der VSWG. 1903 erschien die Zeitschrift zunächst im Leipziger Verlag C.L. Hirschfeld, heute erscheint die VSWG im Stuttgarter Franz Steiner Verlag; alljährlich bringt sie in vier Heften rund ein Dutzend Aufsätze sowie 250 Buchbesprechungen und informiert über die internationalen Neuerscheinungen, die neuen Forschungsergebnisse und wissenschaftlichen Kontroversen.
Nach dem Vorbild der VSWG wurden mehrere historische Fachzeitschriften im Ausland gegründet, wie etwa The Economic History Review 1927 in Großbritannien, The Journal of Economic and Business History 1928 in den USA und den Annales. Histoire, Sciences sociales 1929 in Frankreich.

## Inhaltliche Ausrichtung
Die VSWG erscheint vierteljährlich und besteht aus Aufsätzen, Miszellen und Besprechungen aktueller historischer Publikationen. Es ist „Programm“ der VSWG, im deutschsprachigen Raum, doch mit internationaler Ausrichtung, die gesamte inhaltliche und thematische, räumliche und zeitliche Breite der Sozial- und Wirtschaftsgeschichte vom Mittelalter bis zur heutigen Zeit abzudecken. Sie will zudem für das „Brückenfach“ Sozial- und Wirtschaftsgeschichte eine Verbindung zwischen der allgemeinen Geschichte, der Ökonomie und den Sozialwissenschaften herstellen.
Zu den bekannten Historikern, die in der VSWG publizierten, gehörten unter anderem der langjährige Herausgeber Hermann Aubin, Otto Brunner, Knut Borchardt, Werner Conze, Wilhelm Levison, Thomas Nipperdey, Theodor Schieder, Franz Schnabel, Hans-Ulrich Wehler und Wolfgang Zorn.

## Herausgeber
Federführender Herausgeber ist seit 2018 Mark Spoerer, Inhaber des Lehrstuhls für Wirtschafts- und Sozialgeschichte der Universität Regensburg. Mitherausgeber sind Jörg Baten, Markus A. Denzel, Thomas Ertl, Gerhard Fouquet und Günther Schulz.